# 品川隆二
品川 隆二（しながわ りゅうじ、1933年4月11日 - ）は、日本の俳優、作詞家、ナレーターである。山梨県出身。

## 来歴
1933年4月11日（火曜日）、山梨県南都留郡宝村（現・都留市）中津森に生まれる。旧制都留中学3年の時、兄を交通事故で亡くし家出を決行し上京。
その後、母親の援助を受け都内の旧制専門学校などを転々とするが、次第に愚連隊に関わるようになる。そんな戦後の学制改革のドサクサの中、戸籍抄本に細工をして年齢を詐称し東洋大学に入学する。
1951年、「ミスターニッポンコンテスト」（スポーツニッポン社と大映が主催）の5人に選ばれ、同年12月大学を中退し、大映演技研究所6期生となる（若尾文子より3か月遅れ、同期のニューフェイスには南原宏治がいる）。1952年、正式入社となるも仕出しの扱いを受け、月給3500円で通行人等で映画出演。最初の芸名は「奥秋不二夫」である。
1954年、ようやく役がつくようになる（これまでこの年に大映入りしたと報道されてきた）。
川口浩（川口松太郎の息子）がデビューする際、大映は6期生の奥秋も売り出そうと計画、鳴り物入りでデビューする「川口」にちなんで、「同じ京浜東北線の駅名がよい」と「品川隆二」と名づけられる。これ以降、京浜東北線の駅名に由来する芸名は「鶴見丈二」、「川崎敬三」と続いた。
1956年、『女中さん日記』で初主演。泉鏡花原作、市川崑監督のカラー大作『日本橋』の葛木晋三役に抜擢（）され、映画はヒット。これ以後、二枚目役を続け『高校生と殺人犯』に主演。
1957年以降、大映社長永田雅一の一人息子である永田秀雅と恋敵になったことをきっかけに、冷遇を受け、端役に回されるようになる。
1959年、大晦日付で大映退社。1960年、第二東映に移籍し、これまで現代劇がほとんどだったが、時代劇出演が続くことになる。『次郎長血笑記』で準主役の森の石松役を得て、『砂絵呪縛』で本格的に時代劇を意識し始める。『あやめ笠 喧嘩街道』、『百万両秘帖（前後篇）』に主演。
1961年、ニュー東映『情無用の喧嘩状』、『旅がらす花嫁勝負』、『首なし島の花嫁』に主演。『柳生武芸帳』シリーズ（1961 - 1963年）では、近衛十四郎演じる柳生十兵衛の敵役など複数の役で活躍する。
1962年、東映『壁の中の美女』、『怪談三味線掘』に主演。以後、脇役が中心となる。
1964年、テレビ時代劇『忍びの者』で、主役の石川五右衛門を演じる。1962年に市川雷蔵主演でヒットした大映制作の同名映画のテレビ化作品だが、後年のTV作品で見せたコミカルさを微塵も感じさせないシリアスな役どころであった。
1965年から1968年、近衛十四郎とコンビを組んだTV時代劇『素浪人 月影兵庫』のコミカルな焼津の半次役で人気者になる。時代劇の不振で東映が大規模な首切りを行う中、中村錦之助と共に最後まで労働組合活動を行うが、他の役者に裏切られ、東映を退社。
1969年、『素浪人 花山大吉』で再び“焼津の半次”役を演じた後、後番組である『さむらい飛脚』では焼津の半次とは一転して完全な二枚目でクールな美男剣士役を演じた。
1970年代後半からはプロデューサー俊藤浩滋の下で、ヤクザ映画やVシネマ等に出演、その他舞台等でも活躍する。
近年は健康を害したこともあり演歌の作詞家としての活動が中心である。2007年、テレビ朝日系で放送された松方弘樹主演『素浪人 月影兵庫』では第1話と第8話（最終話）にゲスト出演した他、ナレーターを務めた。ちなみにこの時の焼津の半次は小沢仁志。
現在は京都在住（時代劇専門チャンネルでの本人インタビュー）。

## エピソード
焼津の半次は品川の代表作であるが、品川自身は焼津の半次のキャラは大嫌いであり、役作りについても全くしていなかったという。むしろさむらい飛脚などの正統派な二枚目が好きだと語っている。上記のとおり、品川のキャリアは二枚目役が大部分であり、半次役はその端正なマスクを逆手にとったコミカルさの意外性が人気を呼んだ例外的作品であった。

## 主な出演作品

### 映画
- 1954.07.14　浅草の夜　大映東京
- 1955.01.29　泣き笑い地獄極楽　大映東京
- 1955.02.26　哀しき富士の白雪よ　大映東京
- 1955.07.27　娘の人生案内　大映東京
- 1955.08.03　母笛子笛　大映東京
- 1955.10.12　誘拐魔　大映東京
- 1955.11.01　珠はくだけず　大映東京
- 1955.12.28　十代の反抗　大映東京
- 1956.01.03　薔薇の絋道館　大映東京
- 1956.03.11　浅草の灯　大映東京
- 1956.04.11　裁かれる十代　大映東京
- 1956.04.23　新婚日記 恥しい夢　大映東京
- 1956.05.11　新婚日記 嬉しい朝　大映東京
- 1956.06.14　女中さん日記　大映東京
- 1956.08.08　母を求める子等　大映東京 - 吉川先生
- 1956.08.14　スタジオは大騒ぎ　大映東京
- 1956.10.01　日本橋　大映東京 - 葛木晋三
- 1956.12.05　第三非常線　大映東京
- 1956.12.12　高校生と殺人犯　大映東京 - 北野保夫
- 1957.01.15　スタジオはてんやわんや　大映東京
- 1957.02.20　駅馬車襲わる　大映東京
- 1957.03.13　朝の口笛　大映東京 - 小田策二郎
- 1957.04.03　忘れじの午後8時13分　大映東京
- 1957.04.10　曙荘の殺人　大映京都 - 丹沢英吉
- 1957.05.28　湖水物語　大映東京 - 塩野谷敏行
- 1957.07.28　愛すべき罪　大映東京
- 1957.08.25　透明人間と蝿男　大映東京 - 月岡博士
- 1957.09.21　稲妻街道　大映京都 - 田原の伊与吉
- 1957.10.08　青空娘　大映東京 - 小野正治
- 1957.12.01　暖流　大映東京 - 笹島
- 1957.12.28　日露戦争勝利の秘史 敵中横断三百里　大映東京 - 村上守備隊長
- 1958.03.05　母　大映東京 - 湯浅清二
- 1958.04.01　忠臣蔵　大映京都 - 大高源吾
- 1958.05.07　猫は知っていた　大映東京
- 1958.09.21　都会という港　大映東京
- 1958.12.21　水戸黄門漫遊記　大映京都 - 佐々木助三郎
- 1959.06.02　次郎長富士　大映京都
- 1959.06.14　千代田城炎上 大映東京
- 1959.11.10　総会屋錦城 勝負師とその娘　大映東京 - 扇山富夫
- 1960.03.01　次郎長血笑記 秋葉の対決　第二東映京都 - 森の石松
- 1960.03.08　次郎長血笑記 殴り込み道中　第二東映京都 - 森の石松
- 1960.03.29　砂絵呪縛　第二東映京都
- 1965.05.22　大岡政談 魔像篇 東映京都 - 満谷妥女
- 1960.05.17　あやめ笠 喧嘩街道　第二東映京都 - あやめの雁太郎
- 1960.07.10　壮烈新選組 幕末の動乱　東映京都 - 原田左之助
- 1960.07.20　次郎吉囃子 千両小判　東映京都
- 1960.07.26　喧嘩まつり 江戸っ子野郎と娘たち　第二東映京都
- 1960.07.31　まぼろし大名 完結篇 　第二東映東京
- 1960.08.07　怪談五十三次　第二東映京都 - はやての長次
- 1960.08.28　次郎長血笑記 富士見峠の対決　第二東映京都 - 森の石松
- 1960.08.28　黒部谷の大剣客　東映京都
- 1960.09.13　次郎長血笑記 殴り込み荒神山　第二東映京都 - 森の石松
- 1960.10.09　旅の長脇差 伊豆の佐太郎　第二東映京都
- 1960.10.23　天竜母恋い笠　東映京都 - 清之助
- 1960.11.02　地雷火組　第二東映京都
- 1960.11.16　地雷火組 完結篇　第二東映京都
- 1960.12.06　百万両秘帖 前後篇　第二東映京都
- 1960.12.27　水戸黄門 天下の大騒動 　第二東映京都
- 1961.01.03　お役者変化捕物帖 弁天屋敷 　第二東映京都
- 1961.01.21　花かご道中 東映京都 - 毛利公
- 1961.03.01　柳生武芸帳 ニュー東映京都
- 1961.03.05　旗本喧嘩鷹 東映京都 - 安太郎
- 1961.03.19　柳生武芸帳 夜ざくら秘剣 　ニュー東映京都
- 1961.04.25　緋ざくら小天狗　東映京都
- 1961.05.10　お役者変化捕物帖 血どくろ屋敷　ニュー東映京都
- 1961.05.28　吸血死美人彫り　ニュー東映京都 - 堀川波太郎
- 1961.06.04　吸血怪人屋敷　ニュー東映京都 - 武州の小徹
- 1961.07.26　怪獣蛇九魔の猛襲　東映京都
- 1961.08.01　逆襲天の橋立　東映京都
- 1961.08.23　情無用の喧嘩状　ニュー東映京都
- 1961.09.06　気まぐれ鴉　ニュー東映京都
- 1961.10.07　旅がらす花嫁勝負　東映京都
- 1961.11.01　若君と次男坊　東映京都 - 望月慎一郎
- 1961.11.15　首なし島の花嫁　東映京都 - 望月平馬
- 1961.12.24　赤い影法師　東映京都 - 久太郎
- 1962.01.23　旗本退屈男 謎の珊瑚屋敷　東映京都 - 鉄砲玉の勘吉
- 1962.04.17　壁の中の美女　東映京都 - 右京と名のる男
- 1962.05.23　伝七捕物帖　影のない男 　東映京都
- 1962.08.04　怪談三味線掘　東映京都 - 宗次郎
- 1962.09.16　柳生武芸帳 独眼一刀流 　東映京都
- 1962.10.27　稲妻峠の決闘　東映京都 - 河辺半之丞
- 1962.11.17　若ざくら喧嘩纏　東映京都
- 1962.12.09　唄祭り赤城山　東映京都
- 1963.03.24　伝七捕物帖　女狐小判　東映京都
- 1963.03.31　中仙道のつむじ風　東映京都
- 1963.05.12　新選組血風録 近藤勇　東映京都 - 沖田総司
- 1963.07.07　十七人の忍者　東映京都 - 田沼小六
- 1963.08.27　素浪人捕物帖 闇夜に消えた女　東映京都
- 1963.09.29　めくら狼　東映京都
- 1963.10.29　無法の宿場　東映京都
- 1964.03.28　隠密剣士　東映京都
- 1964.08.13　日本侠客伝　東映京都 - 銀次
- 1966.03.19　日本大侠客　東映京都
- 1967.04.20　一心太助 江戸っ子祭り　東映京都 - 松平伊豆守
- 1976.10.16　夜明けの旗 松本治一郎伝　東映京都 - 松本鶴吉
- 1976.12.25　春琴抄　ホリ企画制作 - 千吉
- 1977.01.22　やくざ戦争 日本の首領　東映京都 - 錦城会理事 増井常夫
- 1979.03.24　総長の首　東映京都 - 大塚信之
- 1982.10.30　制覇　東映京都 - 山倉組組長 山倉輝夫
- 1984.11.17　修羅の群れ　東映京都 - 稲原龍太郎(龍二の父)
- 1985.11.16　最後の博徒　東映京都 - 森川仁吉
- 1988.11.09　姐御　東映京都 - 殿村
- 1990.06.02　極道の妻たち 最後の戦い　東映京都 - 光石和義
- 1990.09.15　激動の1750日　東映京都 - 神岡組四代目代行 兵頭七郎
- 1991.11.09     極道戦争 武闘派     東映京都 - 城戸組組長 城戸健介
- 1992.08.29　継承盃　東映京都 - 谷地森金次
- 1993.06.12　民暴の帝王　東映京都 - 五代博久
- 1995.01.17　第三の極道　オフィス中条 - 大門組組長 大門春信

### テレビドラマ
- 宗右衛門町シリーズ（1962年 - 1963年、MBS）
- 女シリーズ  / 愛の氷河（1963年、MBS）
- 丹下左膳（1963年 - 1964年、MBS） ※大村崑版
- 城（1964年、NHK）
- 忍びの者（1964年 - 1965年、NET / 東映） - 石川五右衛門
- つむじ風三万両（1964年 - 1965年、NTV / 東映）
- 勝海舟（1965年 - 1966年、MBS）
- 素浪人 月影兵庫（1965年 - 1968年、NET / 東映） - 焼津の半次
- 三匹の侍 第3シリーズ 第21話「三匹ひとり旅」（1966年、CX）
- 鞍馬天狗（1967年 - 1968年、MBS / 松竹） ※大瀬康一版
- 眠狂四郎 第17話「夫恋暮色」（1967年、CX） ※平幹二朗版
- 剣 第19話「くノ一三度笠」（1967年、NTV / C.A.L）
- 素浪人 花山大吉（1969年 - 1970年、NET / 東映） - 焼津の半次
- さむらい飛脚（1971年、NET / 東映） - 神坂精四郎
- 商魂（1971年、KTV） - 安次
- プレイガールシリーズ（12ch / 東映）
  - プレイガール
    - 第115話「朝ぼらけの情事」（1971年） - 二宮
    - 第150話「女のあらくれ」（1972年） - 島川栄一
    - 第174話「怪談・あの世から来た三度笠」（1972年） - 政五郎
    - 第211話「亭主の殺し方教えます」（1973年） - 寺尾裕
    - 第240話「裸の女にゃトゲがある」（1973年） - 天野達夫

  - プレイガールQ
    - 第7話「恐怖のフラメンコ」（1974年） - 万年次郎
    - 第34話「恐怖のタレント失踪事件」（1975年） - 白川雄次
    - 第41話「放送300回記念・東京エマニエル夫人」(1975年) - クラブ・エマニエルの客(友情出演、ノンクレジット)
    - 第67話「殺しを呼んだ女の柔肌」（1976年） - 島川刑事
- 清水次郎長（CX / 東映） - 小松村七五郎
  - 第9話「どっこい三ン下夫婦」（1971年）
  - 第14話「もっとやれ!夫婦喧嘩」（1971年）
  - 第30話「強がり男と変な娘」（1971年）
  - 第34話「ドヂで間抜け 三ン下です」（1971年）
  - 第48話「石松 なぜ死んだ」（1972年）
  - 第49話「石松 かたきは討ったぞ」（1972年）
- 大江戸捜査網 （12ch / 日活(第1シリーズ第42，第2シリーズ74話)/三船プロ(第3シリーズ178，204話)）
  - 第42話「夏祭り無法一代」（1971年） - 浅太郎
  - 第74話「虹をつかむ男」（1972年）- 新助
  - 第178話「殺し屋への挑戦状」（1975年） - 又平
  - 第204話「替え玉脱獄作戦」（1975年） - 勘定奉行・井出左門/亀吉 （二役）
- テレビはこれだ! ドラマが3つも（1971年、TBS）
- 弥次喜多隠密道中 第17話「桑名の風来坊（桑名）」（1972年、NTV / 歌舞伎座テレビ室） - きんきらの安
- 一心太助 第18話「親分! おひかえなすって」（1972年、CX） - 駒吉
- 半七捕物帳 第22話（1972年、NET / 東映） ※平幹二朗版
- 遠山の金さん捕物帳 第99話「狩られた女」（1972年、NET / 東映） - 幡随院の辰五郎 ※中村梅之助版
- 二人の素浪人（1972年 - 1973年、CX / 東映） - きっかけの三次
- 怪談 第7回「地獄へつづく甲州路」」（1972年、MBS / 歌舞伎座プロ） - 薬売り
- ポーラテレビ小説 / 薩摩おごじょ（1973年、TBS） - 騎一郎
- へんしん!ポンポコ玉 第14話「子連れ?子連れナノダ!」（1973年、TBS） - 尾上
- 旗本退屈男（1973年 - 1974年、NET / 東映） - 三平  ※市川右太衛門版
- 水滸伝 第5話「野盗の叫び」他（1973年、NTV） - 阮小二 ※準レギュラー
- たすきと包丁（1974年、KTV / 宝塚映画）
- ご存知遠山の金さん 第39話「鳥になった男」（1974年、NET / 東映） - からくり朴兵衛  ※市川段四郎版
- 鞍馬天狗 第10話「鬼女の面」（1974年、NTV / 東宝） - 是枝七郎衛門
- 伝七捕物帳（NTV / ユニオン映画）
  - 第53話 「情の火花に散る涙」（1974年）
  - 第109話 「舞い降りた鶴」（1976年、NTV）- 留五郎
- 大岡越前 （TBS / C.A.L）
  - 第4部 第23話「持った病の人助け」（1975年3月10日） - 佐吉
  - 第5部 第13話「消えた千両富くじ」（1978年5月1日） - 島吉
  - 第8部 第17話「らくだが死んだ」（1984年11月12日） - 丁目の半次
  - 第10部 第19話「掏った財布で恩返し」（1988年7月4日） - 常吉
- 同心部屋御用帳 江戸の旋風 第35話「勘弁ならねえ!」（1975年、CX / 東宝）
- 江戸を斬るII 第13話「鱈に当って死んだ奴」（1976年、TBS / C.A.L） - 半次
- 遠山の金さん 第1シリーズ 第32話「逢びきは三途の川で」（1976年、NET / 東映） ※杉良太郎版
- 江戸を斬るIII 第19話「どじな兄貴の妹想い」（1977年、TBS / C.A.L） - てっぺん長助
- 桃太郎侍 （NTV / 東映）
  - 第45話「からくり武士道」（1977年） - 小野寺甚内
  - 第127話「あらくれ女大学」（1979年） - 亀井平助
  - 第204話「拾った財布に恨みがござる」（1980年） - 留吉
- 暴れん坊将軍（ANB / 東映）
  - 吉宗評判記 暴れん坊将軍
    - 第170話「血斗! 甲州笛吹川」（1981年） - 土屋将曹

  - 暴れん坊将軍II
    - 第20話「花札地獄の甘い罠」（1983年） - 神保左近

  - 暴れん坊将軍IV
    - 第11話「大岡越前、なみだの鉄拳!」（1991年） - 忠次
    - 第30話「紀州の海鳴り おやこ波」（1991年） - 勘助
    - 第72話「お見事、上様の恋指南!」（1992年） - 小牧出羽守

  - 暴れん坊将軍V
    - 第44話「春を呼んだ喧嘩そば!」（1994年） - 市助

  - 暴れん坊将軍VI
    - 第51話「江戸自慢、吉宗うれしや天下餅!」（1996年） - 時山淡路守

  - 暴れん坊将軍XI
    - 第5話「爺が引退!? 吉宗苦悩の決断」（2001年） - 深見英泉
- 悪党狩り (1980年 - 1981年、12ch/ 松竹 / 藤映像コーポレーション) - 金子猪太夫
- 警視庁殺人課 第23話「六本木族殺人事件・謎の女マリア」（1981年、ANB / 東映）
- 水戸黄門 第12部 第14話「金毘羅様の鬼退治 -丸亀-」（1981年11月30日、TBS / C.A.L） - 長次
- 源九郎旅日記 葵の暴れん坊 第7話「大井川兄弟仁義」（1982年、ANB / 東映） - 沢田伝右衛門
- 銀河テレビ小説 / パパ スカートはいてよ（1983年、NHK）
- 月曜ワイド劇場 / 義母と小姑（1983年、ANB）
- 遠山の金さん 第1シリーズ 第129話「人呼んで"桜吹雪の女"III・慕情篇」（1985年、ANB / 東映） ※高橋英樹版
- 火曜サスペンス劇場 / 父にかかる電話（1985年、NTV）
- 水曜ドラマスペシャル / 遊びの時間は終らない（1985年、TBS）
- 若大将天下ご免! 第38話「懲りない親父のそら涙」（1987年、ANB / 東映） - 治平次
- 名奉行 遠山の金さん（ANB / 東映） ※松方弘樹版
  - 第1シリーズ 第6話「お奉行が消えた」（1988年） - 閻魔の仁蔵
  - 第3シリーズ 第12話「説教強盗の女」（1990年） - 田之助
  - 第4シリーズ 第5話「二度誘拐された娘」（1991年） - 伏見屋
  - 第5シリーズ 第24話「馬と下郎と大福餅」（1993年） - 根本貞左衛門
  - 第6シリーズ 第16話「金貸し女の仇討ち」（1994年） - 栗田兵庫
- 新春大型時代劇スペシャル（TBS）
  - 織田信長（1989年） - 遠藤直経
  - 天下を獲った男 豊臣秀吉（1993年） - 遠藤直経
  - 大忠臣蔵（1994年）
- 三匹が斬る!（ANB / 東映）
  - 続・三匹が斬る! 第17話「評判の、早春蘭が死を招く!」（1989年） - 小暮嘉納
  - 続続・三匹が斬る! 第7話「まぼろしの、父が恋しい夢芝居」（1990年）- 旅回り一座の座長
  - 新・三匹が斬る! 第8話「密造酒、飲んで飲まれて大作戦」（1992年） - 島崎右京
  - ニュー・三匹が斬る! 第8話「お伊勢参り、妖怪の正体見たり狐花」（1994年）
- 土曜スーパースペシャル / 喧嘩安兵衛 決闘高田ノ馬場（1989年、NTV / 東宝）
- 将軍家光忍び旅（ANB / 東映）
  - 第1シリーズ 第4話「暗雲なびく女狐の湯」（1990年）
  - 第2シリーズ 第18話「お家騒動、高崎だるまに誓う愛」（1993年）
- 熱血! 周作がゆく 第3話「復讐の花嫁幽霊!」（2000年、ANB / 東映） - 鶴屋南北
- 素浪人 月影兵庫（ANB / 東映）  ※松方弘樹版
  - 第1話「前ぶれなく来た男!! 騒動は東海道だった」（2007年） - 居酒屋の男
  - 第8話「チャンバラに愛をこめて!! さらば皆の衆」（2007年） -  渡世人の男

### Vシネマ
- 新・第三の極道（1996年） - 大門春信（元・大門組組長）
- 最後の侠客（2006年）
- 暗黒街の帝王〜カポネと呼ばれた男〜（2008年）全2作 - 山本(ニシオ組先代)

## CM
- ボンカレー（1969年、大塚食品） - 初代CMキャラクター。松山容子と共演

## 作詞作品
- 鳥羽一郎
  - 彼奴（1999年）
  - 男の挽歌（1999年）
  - 生命燃やして（2000年）